# Babica crnoglava
Babica crnoglava (lat. Lipophrys nigriceps) ili slingurica crnoglavka je jedna od vrsta koje spadaju u porodicu slingurki (lat. Blennidae). I ova vrsta ima tijelo bez ljusaka, sluzavo, a ima i još jednu karakteristiku slingurki, izduženo tijelo. Crvene je boje s crnim mrljama na glavi. Živi u plićaku, do 6 m dubine, gdje obitava u pukotinama kamena i u špiljama. Naraste samo do 4.1 cm duljina, hrani se račićima i algama.
Ova je riba endemska vrsta u Mediteranu.

## Poveznice
|  | Zajednički poslužitelj ima još gradiva o temi Babica crnoglava |
|  | Wikivrste imaju podatke o taksonu Babica crnoglava             |